# روب هاريس
روب هاريس هو لاعب كرلنغ كندي، ولد في 26 سبتمبر 1963.

## وصلات خارجية
- روب هاريس على موقع الاتحاد الدولي للكرلنغ (الإنجليزية)